# 븡꿈

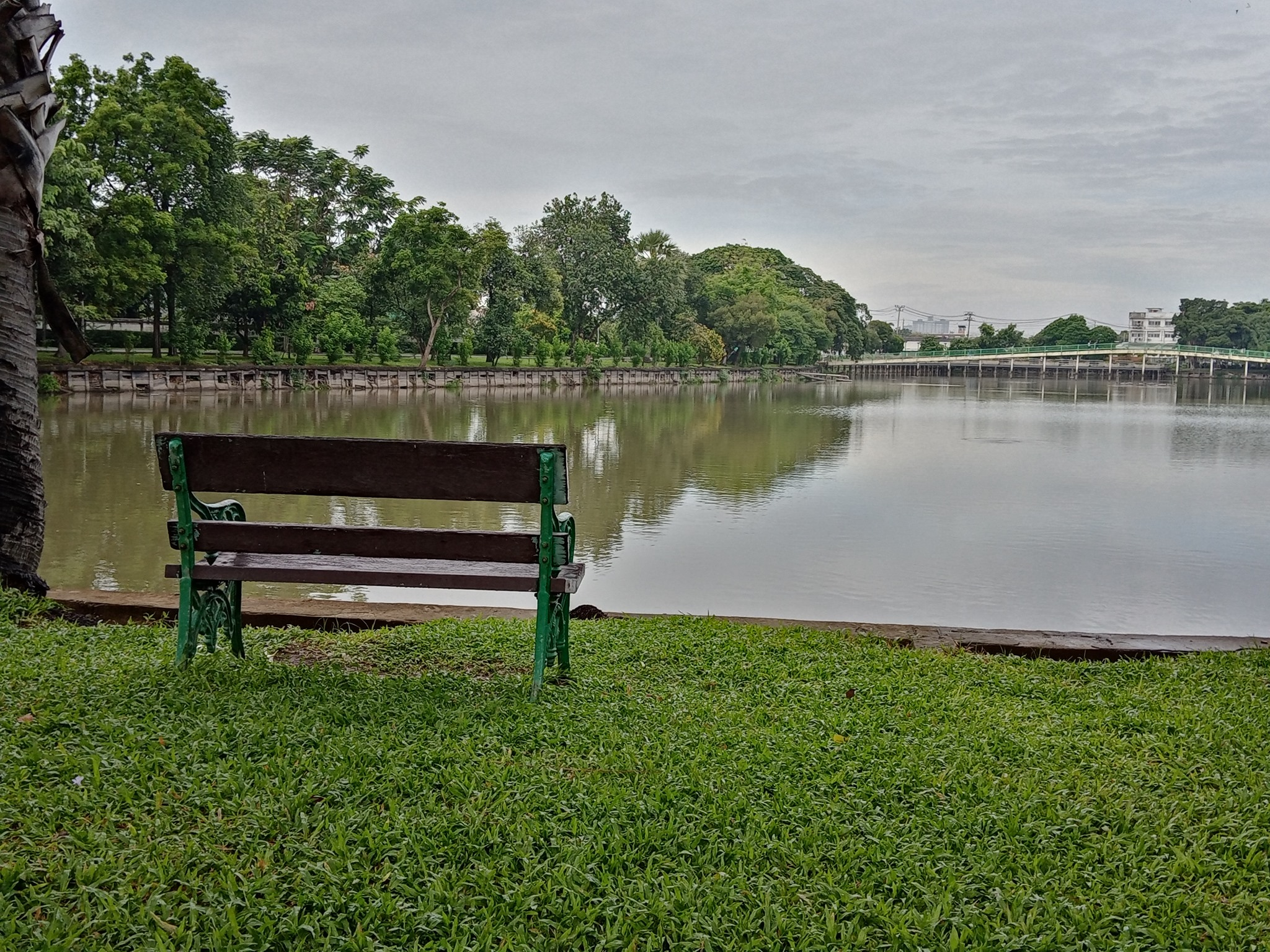

븡꿈은 방콕의 행정 구역이다. 이 지역의 총 인구 수는 2017년 기준으로 143,835명이다. 인구 밀도는 5,916.45km2이다.

## 행정 구역
| 1. | Khlong Kum | คลองกุ่ม  |  |
| 2. | Nawamin    | นวมินทร์  |  |
| 3. | Nuan Chan  | นวลจันทร์ |  |